# Westdeutsches Protonentherapiezentrum Essen
Das Westdeutsche Protonentherapiezentrum Essen (WPE) in Essen ist eine klinische Einrichtung des Universitätsklinikums Essen, an der Menschen mit Tumoren im Kopf, in der Wirbelsäule oder der Beckengegend mit Hilfe der Protonentherapie behandelt werden. Der Patientenbetrieb läuft seit 2013. Das Zentrum hat die Rechtsform einer gemeinnützigen GmbH (gGmbH).

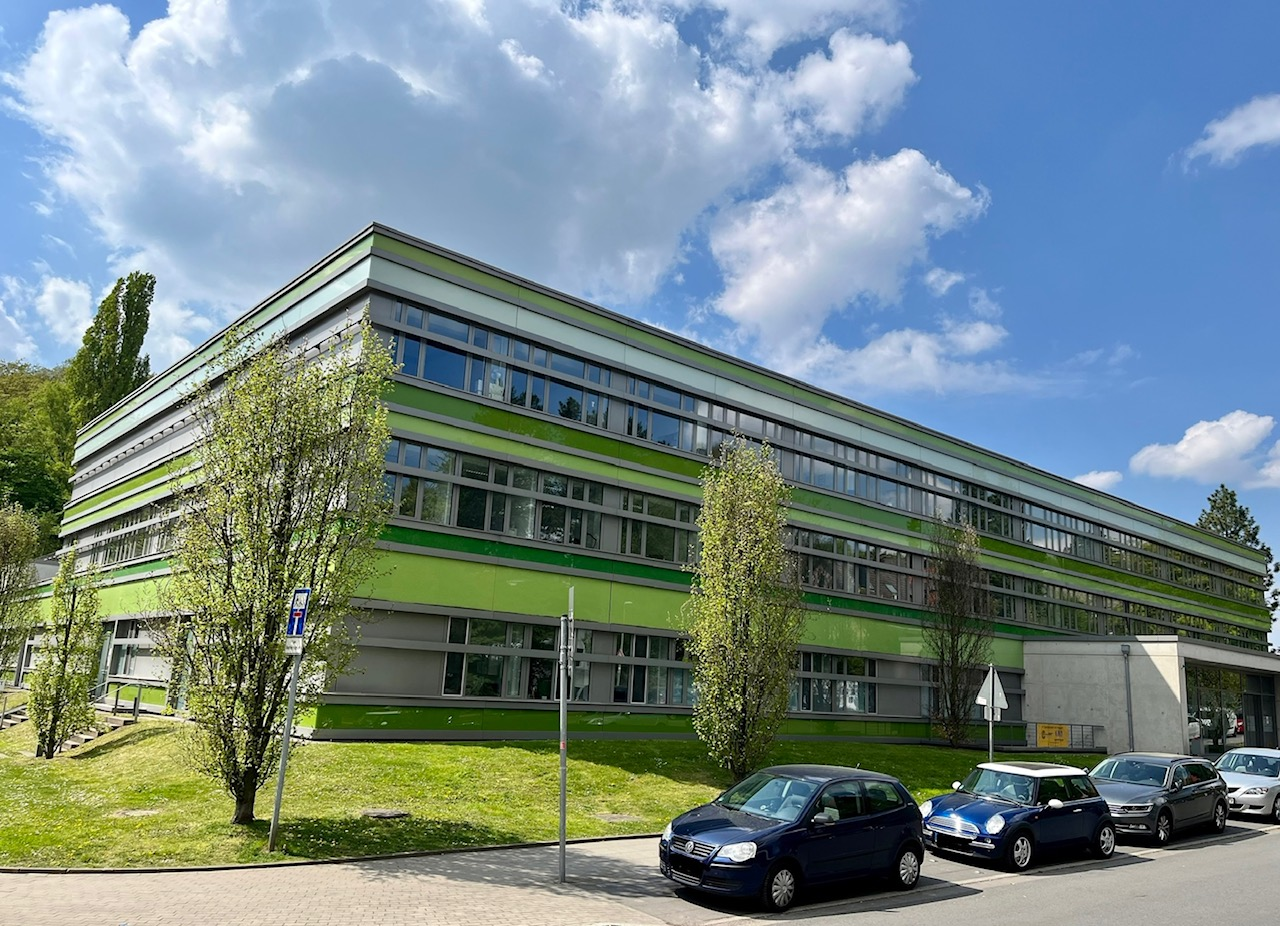
Westdeutsches Protonentherapiezentrum

## Entstehung
Der Bau des Zentrums begann 2006, 2008 wurde Richtfest gefeiert. 2009 war das Protonentherapiezentrum Preisträger beim bundesweiten Wettbewerb Deutschland – Land der Ideen. 2009 sollten erste Patienten behandelt werden, aufgrund fehlerhafter Technik und mangelhafter Ausführung des Gebäudes starteten die klinischen Anwendungen jedoch erst im Mai 2013 mit der Inbetriebnahme des ersten Behandlungsraumes. Seitdem wurden (Stand August 2023) rund 4.000 Patienten behandelt.
Im April 2014 ging – parallel zur vollständigen Übernahme des WPE durch das Universitätsklinikum Essen – der zweite von insgesamt vier Behandlungsräumen in Betrieb. Hier können Tumoren mit der Pencil Beam Scanning (PBS) -Technologie bekämpft werden. Der dritte Raum folgte im März 2015. Anfang 2016 wurde mit Inbetriebnahme des vierten Raumes der Ausbau des Zentrums abgeschlossen. Zukünftig wollen die Ärzte dort bis zu 800 Patienten pro Jahr behandeln.

## Behandelbare Erkrankungen
Aktuell werden am WPE meist nicht-vorbestrahlte Tumoren im Kopf-, Wirbelsäulen- und Beckenbereich behandelt (also vornehmlich primäre Hirntumoren sowie Sarkome von Schädelbasis, Gesichtsschädel, Wirbelsäule und Becken). Auch Prostata-Karzinome und fortgeschrittene HNO-Tumoren, wie z. B. Nasopharynxkarzinome (Tumoren im Nasenrachenraum) und Karzinome der Nasennebenhöhlen finden Berücksichtigung. Einen Schwerpunkt bildet die Behandlung von kindlichen Tumoren. Auch Kinder unter 5 Jahren können im WPE routinemäßig in leichter Sedierung behandelt werden. Die Kinder schlafen somit während der Behandlung, wachen anschließend von alleine auf und können wieder nach Hause gehen. Inzwischen ist das WPE das europaweit größte Strahlentherapiezentrum im Bereich von Krebserkrankungen im Kindesalter. Bis Januar 2023 wurden über 2.000 Kinder behandelt, davon ca. die Hälfte in Sedierung.
Durch die Pencil Beam Scanning Methode (PBS) und das hochmoderne Therapieplanungssystem wird die Intensitätsmodulierte Protonentherapie (IMPT) routinemäßig bei HNO-Tumoren (inkl. Lymphknotenbestrahlung), Schädelbasis-Tumoren und Prostatatumoren eingesetzt. Ebenfalls kann unter Verwendung von PBS und IMPT bei Tumoren des Zentralen Nervensystems (ZNS) die gesamte Kraniospinale Achse (CSA, beinhaltet Gehirn und Spinalkanal) routinemäßig bestrahlt werden. Die Verfügbarkeit der IMPT ermöglicht zudem einen Simultaneous Integrated Boost (SIB) – also eine gleichzeitige Boostbestrahlung – für Tumoren der Schädelbasis, im HNO-Bereich und der Prostata.
Im WPE werden auch bewegliche Tumoren behandelt. Insbesondere bei Lebertumoren wie dem hepatozellulären Karzinom kann eine Protonentherapie unter bestimmten Voraussetzungen helfen. Zudem wurde im November 2021 die Augenlinie in Betrieb genommen. Seitdem können auch erwachsene Patienten mit einem Aderhautmelanom unter bestimmten Voraussetzungen behandelt werden. Bisher wurden lediglich Augentumoren bei Kindern, wie beispielsweise Retinoblastome, behandelt.
Bis Anfang 2025 wurden im Westdeutschen Protonentherapiezentrum Essen mehr als 5.000 Patienten behandelt.

## Ausstattung
Das WPE verfügt über vier Behandlungsräume. In drei Räumen kann die Strahlführung um 360 Grad gedreht werden (Gantry), sodass zusammen mit dem drehbaren Tisch eine günstige Einstrahlrichtung erreicht wird. Der vierte Behandlungsraum ist mit einer horizontalen Strahlführung (Fixed-Beam-Line) und einem Augentherapieplatz ausgerüstet. Für die Therapieplanung und Verlaufsuntersuchung verfügt das WPE u. a. über Ultraschall, Computer- und Magnetresonanztomographen (CT und MRT). Bei Bedarf können Protonentherapie und Therapievorbereitung in Narkose erfolgen. Protonenquelle ist ein Zyklotron der Ion Beam Applications S.A. (IBA) mit einer konstanten Energie von 230 MeV.

## Kooperationen
Das WPE ist als "Klinik für Partikeltherapie" Teil des Universitätsklinikum Essen und des Westdeutschen Tumorzentrum Essen. So nehmen Spezialisten des WPE u. a. an den diversen, regelmäßig tagenden interdisziplinären Tumorboards teil.

## Mitarbeiter
Am WPE arbeitet ein über 150-köpfiges, internationales Expertenteam bestehend aus Ärzten (darunter Fachärzte für Strahlentherapie und Fachkunde für Partikeltherapie), Physikern, Physikassistenten und Feinmechanikern, Medizinisch-technisch-radiologischen Assistenten, Wissenschaftliche Mitarbeiter, Studienassistenten sowie Case-Management- und Ambulanzkräften. Ärztliche Leiterin ist Beate Timmermann Strahlentherapeutin und Radioonkologin.